# Железнодорожный (Челябинская область)
Железнодоро́жный — бывший посёлок городского типа в Челябинской области России. В 2004 году вошёл в черту города Копейска.

## География
Расположен на юге Западно-Сибирской равнины, на развилке железнодорожных путей грузового сообщения.

## История
С середины 20-х годов XX века началось строительство кирпичного завода. Рядом со стройкой вырос посёлок, в котором жили первые строители, посёлок получил название Кирзавод. В суровые годы Великой Отечественной войны Урал стал «опорным краем державы». Эшелоны с продовольствием, оружием, одеждой устремились с востока на запад в действующую Красную армию. Поток железнодорожных составов был очень мощным. Поэтому в ноябре 1942 г. приняли решение выстроить обводную железнодорожную ветку, чтобы облегчить грузооборот на станции Челябинск: от станции Полетаево до Чурилово. Вскоре в районе города Копейска возникла железнодорожная станция Челябинск-Южный.
Строительство железной ветки началось в феврале 1942 г., а в октябре 1942 г. прошёл первый поезд с военным грузом. Через станцию Челябинск в первую очередь пропускали эшелоны с частями Красной Армии, отправлявшиеся на фронт. Челябинск-Южный взял на себя грузопоток Челябинского металлургического и трубопрокатного заводов, завода им. Орджоникидзе и Кузнечно-прессового завода им. Сталина. Таким образом, станция Челябинск-Южный разгрузила челябинский железнодорожный узел.
С момента строительства железнодорожной станции Челябинск-Южный до 50-х годов посёлок относился к Челябинску. Решением облисполкома от 27.05.1958 г. посёлок Кирзавод и посёлок станции Челябинск-Южный территориально вошли в состав Копейска.
1 октября 1980 г. из городской черты города Копейска были выделены микрорайоны бывших селений Челябинск-Южный и Кирзавод, которые объединили в единый населённый пункт и ему было присвоено наименование посёлок Железнодорожный. Посёлок был отнесён к категории рабочих, а станция Челябинск-Южный до сих пор остаётся посёлкообразующим предприятием.
.
В 2004 году вошёл в черту города Копейска.

## Население
| 1989 | 2002  | 2003  |
| ---- | ----- | ----- |
| 5836 | ↗7391 | ↗7400 |

## Инфраструктура
Экономика
В посёлке имеются кирпичный завод, завод изоляции труб, исправительная колония № 11 и несколько торговых компаний (склады и офисы). Так же две Аптеки, КиБ, Пятерочка, отделы — Равис, Чебаркульская птица, Ромкор, Таврия и ещё множество магазинов. Есть ломбард и две парикмахерские. Почта. Банкомат Сбербанка. Кафе-бар «Империя». Копейский строительный рынок.
Культура
В посёлке работают дом культуры имени Петрякова, поселковая библиотека семейного чтения.
Образование
Школа № 32: основная школа и филиал — начальная школа-сад.
ДС № 36.

## Транспорт
Через посёлок проходят маршруты Копейского городского автобуса № 4, 26, 41 и Челябинского пригородного маршрутного такси № 129.